# Чехословацькі легіони

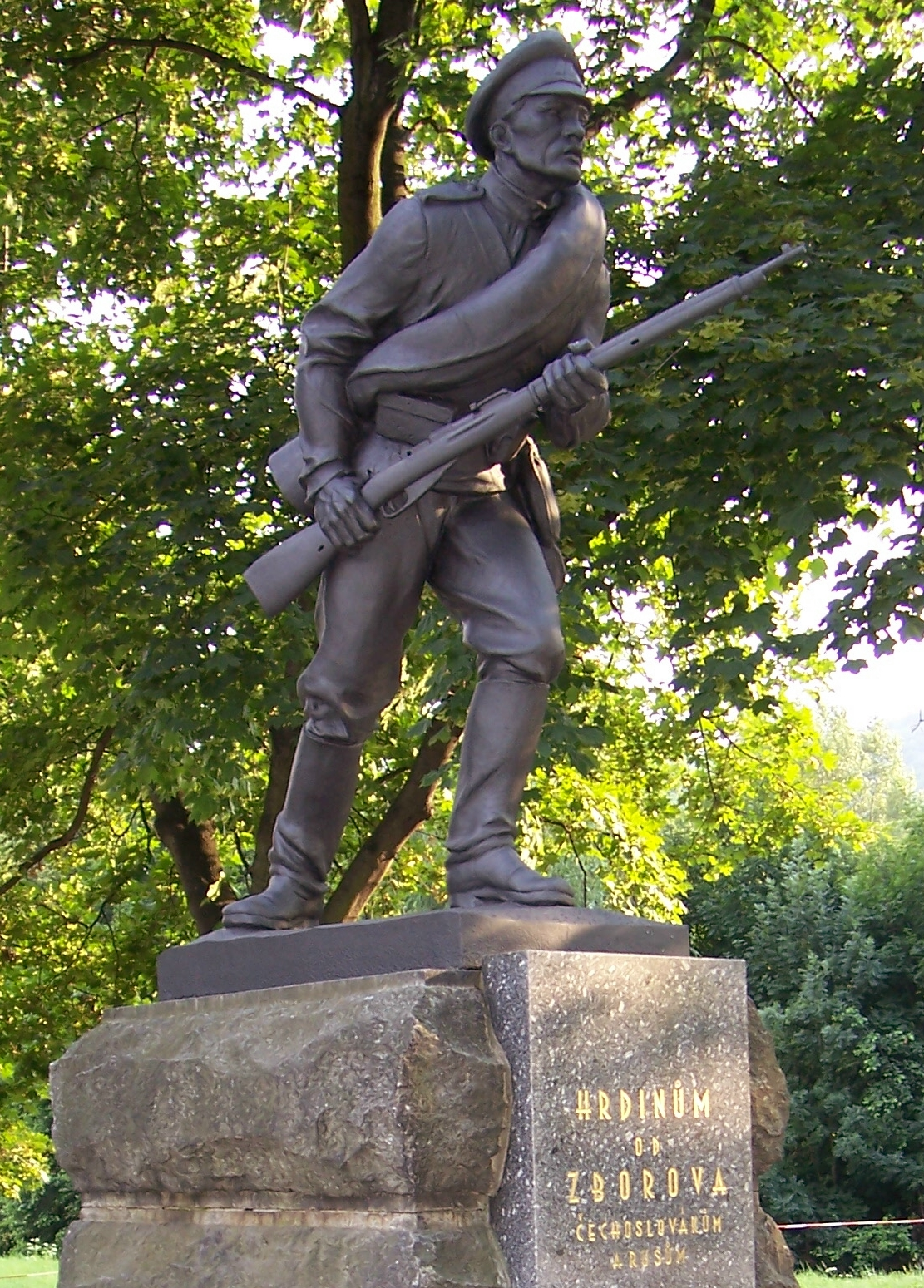
Пам'ятник Чехословацькому воїну в Бланско (Чехія), учаснику битви під Зборовом під час червневого наступу

 Чехословацькі легіони  — добровольчі чеські та словацькі військові формування, сформовані в 1914 р. брали участь в Першій світовій війні на стороні Антанти. Спочатку іменувалися просто Чеськими корпусами і частинами. Термін «легіони» (таке вживання характерне для французької мови) став використовуватися незабаром після закінчення війни. Складалися з чехів та словаків.

## Мета створення легіону і учасники
Крім підтримки перемоги Антанти легіонери сподівалися отримати її підтримку, в разі перемоги, у створенні незалежної держави Чехословаччина, що була тоді частиною Австро-Угорщини. (Чехословаччина здобула незалежність в 1918 р.)
Завдяки підтримці ідеї з боку політиків і представників інтелігенції (Томаша Масарика, Мілана Штефаника та ін) чисельність легіону склала від 10 тис. до 20 тис. осіб.
Корпуси легіонерів формувалися в Російській імперії, Французькій республіці та Королівстві Італія. Деякі приїжджали з Америки. Частина майбутніх легіонерів була покликана в армію в складі Австро-Угорщини і тільки пізніше дезертувала в процесі бойових дій і перейшла на бік Антанти. Вони підпорядковувалися Верховному командуванню Антанти і ним же забезпечувалися. Патріотично налаштовані легіонери хотіли вести війну до розгрому держав Троїстого союзу оскільки тільки це дозволяло сподіватися на утворення держав чехів і словаків.

## У Росії

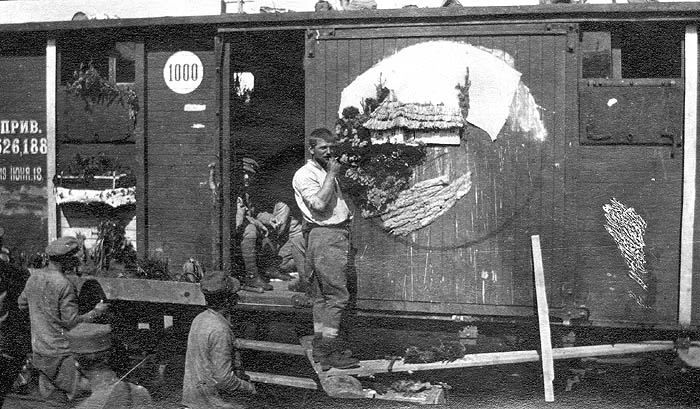
Казарма Чехословацького корпусу в Росії

Наприкінці 1916 року загальна кількість чеських добровольців в російській армії налічувала 20 тисяч. Навесні 1917 року майбутньому президенту Масарику з соратниками вдалося переконати Тимчасовий уряд Керенського в необхідності створення самостійної чехословацької бригади. Другого липня 1917 року чехословацький підрозділ вже було надіслано на фронт. Після того як чеські та словацькі легіонери дуже добре зарекомендували себе в Зборівській битві проти німецьких і австро-угорських частин, в Україні, тимчасовий уряд зняв всі обмеження на формування чехословацьких частин.
Це призвело до різкого зростання чисельності корпусу. Дві дивізії, які виникли таким чином, насилу знайшли своє місце в лінії фронту. Після Жовтневої революції відбулися переговори про сепаратний мир. Армія легіонерів втрачала можливість воювати на східному фронті. Спроби перевезти її до Франції через Архангельськ та Мурманськ не увінчалися успіхом. Виняток представляли два загони. Загін капітана Гусака з 1240 бійців, який покинувши 15 жовтня 1917 Архангельськ на пароплаві «Курськ» до середини листопада добрався до французького міста Коньяк (13.11.1917), дивом уникнувши потоплення німецькими підводними човнами. Інший, менший, загін під керівництвом капітана Гібіша, відплив з Мурманська приблизно в той же час, але зумів дістатися до Франції лише в березні 1918.
З 8 по 13 березня 1918 року відбувся Бахмацький бій, біля міста Бахмач в нинішній Чернігівської області. Легіонери билися з наступаючими німецькими частинами.

### Повстання Чехословацького корпусу

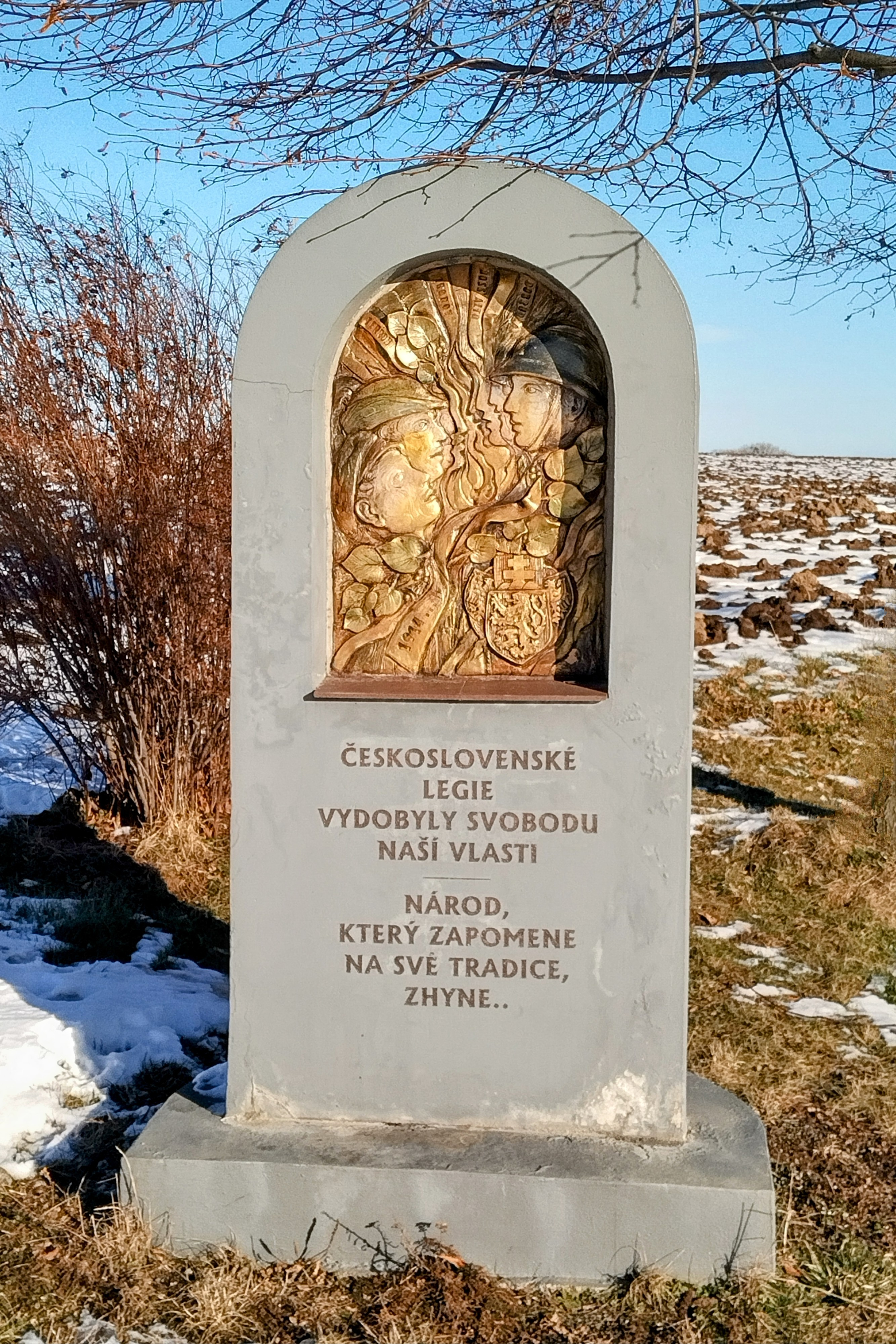
Пам'ятник чехословацьким легіонерам у селі Мілостовіце

Після укладення Брестського миру в березні 1918 радянський уряд, щоб потягнути час погодився на евакуацію чехословацьких військ, які воювали на німецькому фронті, у Французьку республіку через Владивосток, для продовження війни на стороні Антанти. Рух ешелонів розтягся по Транссибу на 7 тис. км.
Після того, як у травні 1918 відносини між чехословаками і більшовицькою владою погіршали, за наказом Троцького просування ешелонів на схід було затримано.
14 травня 1918 в Челябінську зустрілися ешелон чехословаків і ешелон колишніх полонених угорців, відпущених більшовиками за умовами Брестського договору. У ті часи між чехами і словаками з одного боку, і угорцями з іншого, були найсильніші національні антипатії. Стався інцидент, в результаті якого чеський солдат Франтішек Духачек був поранений, і інцидент переріс у збройне зіткнення між радянською владою і легіоном. Чехословацькі стрільці під керівництвом поручика Гайди здійняли озброєний заколот.
До кінця 1918 року чехословацький корпус контролював Транссибірську магістраль на всьому її протязі, не підпускаючи до залізниці не тільки червоних, але і, часто, своїх білих союзників.
Однак до початку 1920 року Червона армія зайняла майже всю територію Сибіру і подальше утримання магістралі ставало для чехословаків все складнішим. Тому в лютому 1920 року було підписано угоду про перемир'я, яке гарантуватиме частинам корпусу безперешкодний відхід у Владивосток і евакуацію з Росії в обмін на передачу золотого запасу, захопленого чехословацьким корпусом спільно із загонами Каппеля, радянському уряду.
2 вересня 1920 року у Чехословацьку республіку з Росії вирушив останній транспорт з легіонерами.